# Johan Walem
Pour les articles homonymes, voir Walem.
Johan Walem, né le 1er février 1972 à Soignies en Belgique, est un footballeur international belge qui joue comme milieu de terrain. Il a mis un terme à sa carrière en 2005 et est devenu d'abord consultant TV puis entraîneur. Il est le cousin du coureur à pied Ruddy Walem.

## Carrière

### En club
Évoluant au poste de milieu de terrain, il a été formé au RWD Molenbeek puis au RSC Anderlecht dont il intègre l'équipe première en 1987. Il joue dix ans pour le club de la capitale, décrochant trois titres de champion de Belgique, avant de partir jouer en Italie en 1997.
Johan Walem a travaillé pour la télévision belge pour laquelle il commenta des rencontres du championnat de Belgique.
Il fut entraîneur des espoirs du Sporting Anderlecht de 2008 à 2010, puis de l'Udinese Calcio jusqu'en 2012.

### En équipe nationale
Il compte également 36 sélections avec l'équipe nationale belge pour 2 buts marqués. Il a participé à la l'Euro 2000 puis à la Coupe du monde 2002. Le 14 juin 2002, il marque son premier but en phase finale de Coupe du monde face à la Russie.

### En tant qu'entraîneur
Le 14 février 2012, Johan Walem est nommé sélectionneur de l'équipe espoirs belge en remplacement de Francky Dury.
Il quitte la sélection espoirs belge le 23 mai 2015. Le 29 mai 2015, il signe un contrat de deux ans au KV Courtrai. Il en est limogé le 8 février 2016.
En août 2016, à la suite de la démission d'Enzo Scifo, il redevient le sélectionneur de l'équipe espoirs belge.
Le 25 janvier 2020, il quitte les Espoirs belges pour être le nouveau sélectionneur de Chypre. Le 20 février 2021, il est démis de ses fonctions.
Un mois plus tard, il est nommé entraîneur de l’équipe féminine du RSC Anderlecht à partir de la saison 2021-2022.

## Palmarès

### En club
- Champion de Belgique en 1993, en 1994 et en 1995 avec le RSC Anderlecht
- Vainqueur de la Coupe de Belgique en 1994 avec le RSC Anderlecht
- Vainqueur de la Coupe Intertoto en 2000 avec l'Udinese
- Vainqueur de la Supercoupe de Belgique en 1993 et en 1995 avec le RSC Anderlecht
- Vainqueur de la Supercoupe d'Italie en 1999 avec le Parma AC
- Vice-champion de Belgique en 1992 et en 1996 avec le RSC Anderlecht
- Finaliste de la Coupe de Belgique en 1997 avec le RSC Anderlecht

### EnÉquipe de Belgique
- 36 sélections et 2 buts entre 1991 et 2002
- Patrticipation au Championnat d'Europe des Nations en 2000 (Premier Tour)
- Participation à la Coupe du Monde en 2002 (1/8 de finaliste)

#### Buts en sélection
| Buts en sélections de Johan Walem | Buts en sélections de Johan Walem | Buts en sélections de Johan Walem       | Buts en sélections de Johan Walem | Buts en sélections de Johan Walem | Buts en sélections de Johan Walem |
| #                                 | Date                              | Lieu                                    | Adversaire                        | Score Final                       | Compétitions                      |
| --------------------------------- | --------------------------------- | --------------------------------------- | --------------------------------- | --------------------------------- | --------------------------------- |
| 1                                 | 7 septembre 1999                  | Stade de Sclessin, Liège, Belgique      | Maroc                             | 4-0                               | Amical                            |
| 2                                 | 14 juin 2002                      | Stade Ecopa de Shizuoka, Fukuroi, Japon | Russie                            | 3-2                               | Coupe du monde 2002 (Groupe H)    |

### Distinction individuelle
- Élu meilleur jeune joueur pro de l'année en 1992